# Station Sieciechów
Station Sieciechów is een spoorwegstation in de Poolse plaats Sieciechów.